# Lauren Carlini
Lauren Nicole Carlini (Geneva (Illinois), 28 de fevereiro de 1995) é uma jogadora de voleibol dos Estados Unidos, atuante na posição de levantadora e sagrou-se medalhista de praia na Copa do Mundo de 2019 no Japão.

## Carreira
Lauren cresceu numa família ítalo-americana em Illinois.Ela ingressou e foi atleta da Universidade de Wisconsin, destacando-se nas temporadas 2014-15 e 2015-16, esteve entre as quatro indicadas ao prêmio   "Honda Sports Award" no voleibol. .
Em 2016 representou seu  país na edição da Copa Pan-Americana em 2016 celebrada em Santo Domingo obtendo a medalha de bronze,
Na temporada de 2017 pela seleção dominicana conquistou o título da Copa Pan-Americana sediada nas cidades de Lima e San Vicente de Cañete., sendo vice-campeã da Copa do Mundo do Japão  e terceira colocada na Copa dos Campeões do mesmo ano.

## Clubes
| Clube                     | País    | Temporadas  |
| Savino Del Bene Scandicci | Itália  | 2017- 2018  |
| Igor Gorgonzola Novara    | Itália  | 2018- 2019  |
| Dinamo Moscou             | Rússia  | 2019- 2020  |
| THY                       | Turquia | 2020 - 2021 |

## Prêmios individuais
- MVP da Copa Pan-Americana de 2018
- Melhor Levantadora da Copa Pan-Americana de 2018